# Kramfors konsthall
Kramfors konsthall ligger i centrala Kramfors, i samma byggnad som Kramfors bibliotek och biograf. Ytan består av 120 kvadratmetrar. Utställningarna visar samtidskonst och konsthantverk.

## Historia
Kramfors konsthall öppnades 1989.